# Trichoniscoides pitarquensis
Trichoniscoides pitarquensis is een pissebed uit de familie Trichoniscidae. De wetenschappelijke naam van de soort is voor het eerst geldig gepubliceerd in 1993 door Cruz.